# Bali
Bali sziget Indonéziában. A Kis-Szunda-szigetek legnyugatibb tagja, Jávától keletre, Lomboktól nyugatra fekszik. Indonézia 33 tartományának egyike, a tartományi főváros, Denpasar a déli részén található. Területének nagysága a magyar Békés vármegyéhez hasonló.
A sziget ad nagyrészt otthont Indonézia hindu kisebbségének, a balinézeknek. Az ország legnépszerűbb idegenforgalmi célpontja, híres a magas fokon űzött művészetekről, beleértve a táncot, szobrászatot, festőművészetet, bőr- és fémművességet, valamint a zenét.

## Földrajz

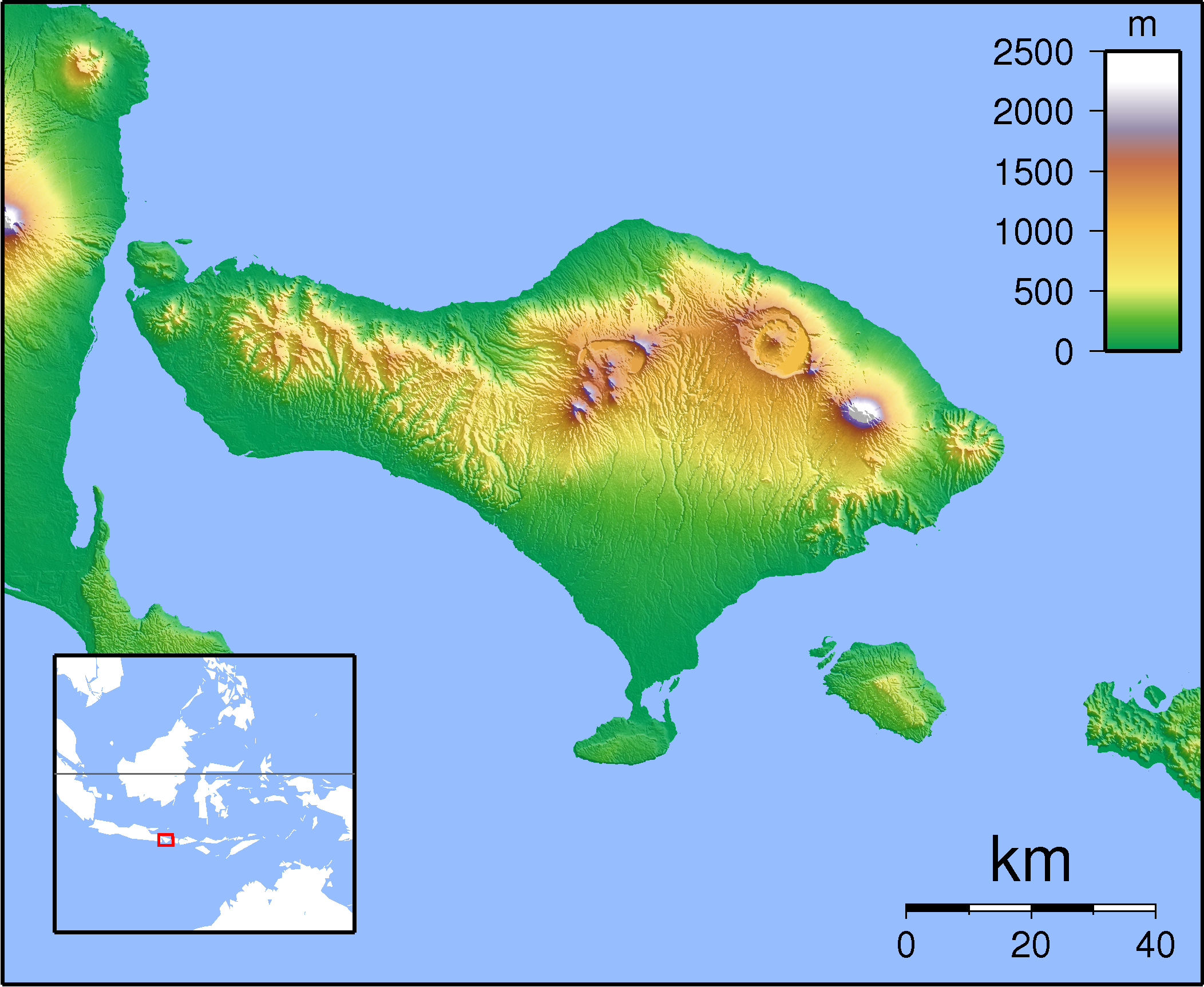
Bali domborzati térképe

Bali 3,2 kilométerre keletre helyezkedik el Jáva szigetétől, és mintegy 8 fokkal délebbre az egyenlítőtől. Kelet–nyugati irányban a sziget kiterjedése 153 km, észak-déli irányban 112 kilométer, területe 5633 km². Legmagasabb pontja a 3142 méter magas Gunung Agung nevű aktív vulkán, mely több mint 50 év szunnyadás után 2017-ben tört ki ismét. A sziget középső és keleti részét hegyek alkotják, melynek a Gunung Agung a legkeletibb tagja. Az 1717 m magas Gunung Batur szintén aktív.
A sziget déli részén alluviális síkság található, melyet a sekély folyók öntöznek, ezek az esős időszakokban kiöntenek.
A legfontosabb városok közé tartozik a sziget északi kikötője, Singaraja, amely a gyarmati időkben volt Bali fővárosa, valamint a sziget déli partjának közelében fekvő jelenlegi tartományi főváros és egyben a legnagyobb város, Denpasar. A fővárostól északra található Ubud múzeumaival, műtárgypiacával és galériáival kétségtelenül a sziget kulturális központja.
A főutak a sziget partjait követik, a szigetet átszelő utak főleg észak–déli irányúak. A középső vidékeken húzódó hegyek miatt az utak a gyakran ezek vonalát követik. Balin nincs vasút.
A szigetet korallzátonyok övezik. A déli részen levő strandok homokja általában fehér, míg az északiak és a nyugaton fekvők fekete homokkal borítottak. Az északkeleti Padangbai strandjain mindkettő megtalálható: a nagyobbik strand fehér, míg a délebbi sokkal sötétebb.

### Éghajlat
Az éghajlata trópusi monszun. A mérsékelt kontinentális négy évszakkal szemben itt többnyire csak kettőt különböztetnek meg: száraz (június-október) és nedves évszak (november-március). Januárban hullik le a legtöbb csapadék. A tengerparton és a síkvidéken éjjel-nappal, egész éven át meleg van. A hegyekben viszont meglehetősen hűvös éjszakák lehetnek.
| Hónap                         | Jan. | Feb. | Már. | Ápr. | Máj. | Jún. | Júl. | Aug. | Szep. | Okt. | Nov. | Dec. | Év   |
| ----------------------------- | ---- | ---- | ---- | ---- | ---- | ---- | ---- | ---- | ----- | ---- | ---- | ---- | ---- |
| Átlagos max. hőmérséklet (°C) | 33,0 | 33,4 | 33,6 | 34,4 | 33,1 | 31,4 | 30,4 | 29,6 | 31,4  | 33,6 | 32,7 | 33,0 | 32,5 |
| Átlagos min. hőmérséklet (°C) | 24,1 | 24,2 | 24,0 | 24,8 | 24,1 | 23,5 | 23,0 | 22,5 | 22,9  | 23,7 | 23,5 | 23,5 | 23,6 |
| Átl. csapadékmennyiség (mm)   | 345  | 274  | 234  | 88   | 93   | 53   | 55   | 25   | 47    | 63   | 179  | 276  | 1732 |
| Forrás: Weatherbase           |      |      |      |      |      |      |      |      |       |      |      |      |      |

## Történelem

Bali zászlaja

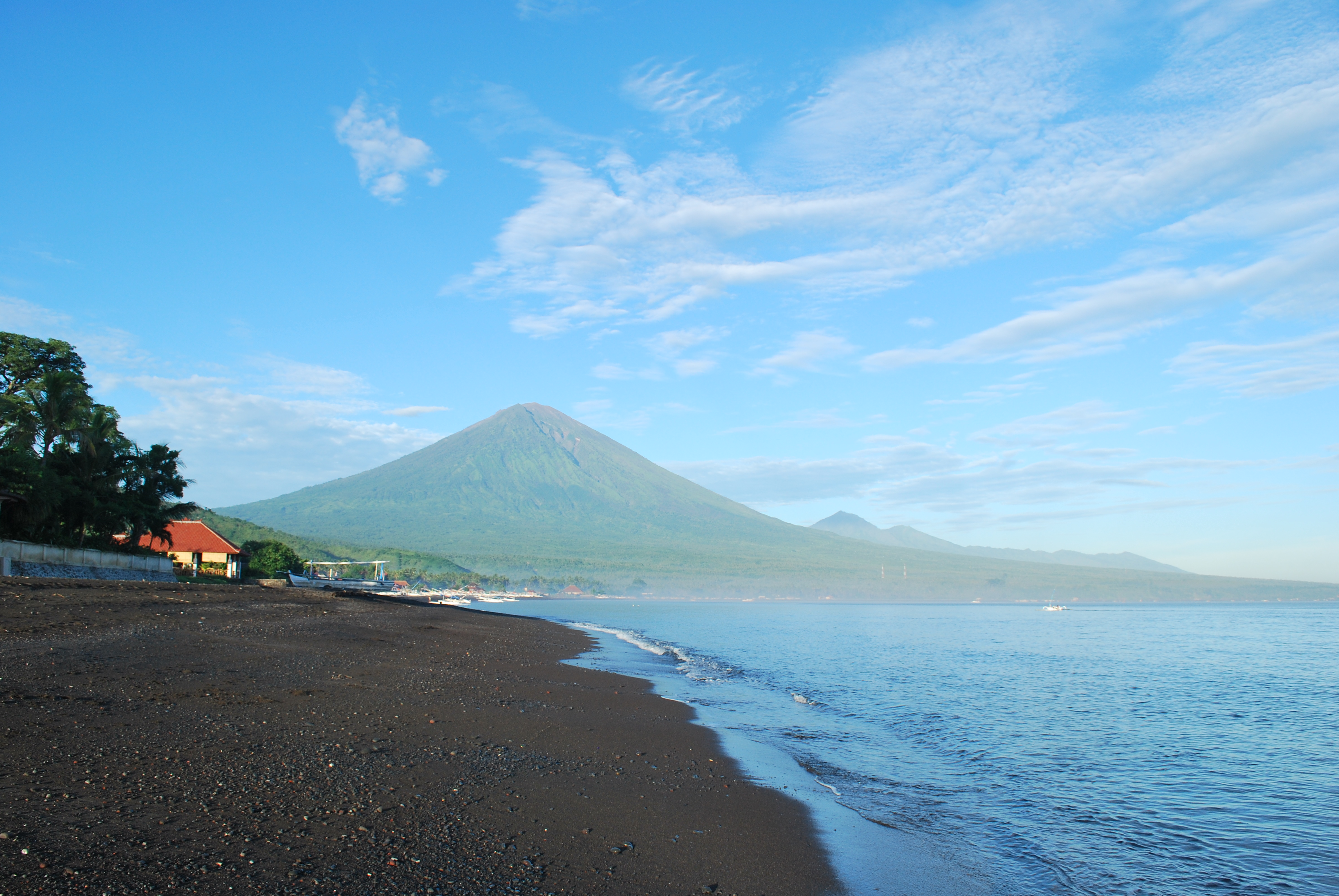
A csendes Gunung Agung vulkán

Bali szigetét már a prehisztorikus időktől kezdve lakták. Első lakói az Ázsia felől az indonéz szigetvilág felé vándorló törzsek leszármazottai voltak, akik mai ismereteink szerint i. e. 30. század körül telepedtek le a szigeten. Ebből az időből származó kőeszközöket találtak Cekik település közelében, a sziget nyugati részén.
A prehisztorikus idők végét az India felől érkező hinduk érkezése jelentette, mely a cserépedény-darabokon talált Brahmi feliratok szerint i. e. 100 körül történt. Találtak továbbá 9. századból származó feliratokat, melyeken a Balidwipa (Bali szigete) kifejezés volt található. Ebben az időben fejlesztették ki a rizs öntözésére szolgáló bonyolult öntözőrendszereket (ún. subak). Számos ma is létező vallási és kulturális hagyomány visszavezethető erre az időre. A kelet-jávai Majapahit Birodalom (1293–1520) Bali szigetén kolóniát alapított 1343-ban. A birodalom hanyatlásával a 15. században Jáváról tömegesen vándoroltak át a birodalom szellemi vezetői, művészek, papok és zenészek Bali szigetére.
Az első európai, aki Balival kapcsolatba lépett, a holland Cornelis de Houtman lehetett 1597-ben, bár egy portugál hajó már 1585-ben zátonyra futott Bukit partjainál. Ezután érkezett el a holland uralom ideje, bár a hollandok sosem voltak képesek olyan stabil hatalmat kiépíteni maguknak, mint ahogy azt tették Indonézia egyéb részein, például Jáván vagy Malukun. Az 1840-es években először a sziget északi részén vetették meg lábukat azáltal, hogy az egymással szemben bizalmatlan bali csoportokat egymás ellen kijátszották. A hollandok hatalmas vízi és szárazföldi támadást intéztek a Sanur régió majd Denpasar ellen. A bali őslakókhoz képest a hollandok mind a létszámot, mind a felszerelést tekintve túlerőben voltak. A bali csapatok a megadás szégyene helyett egy végső öngyilkos támadás (puputan) indítása mellett döntöttek. A hollandok megadásra felszólító kérései ellenére mintegy 4000 harcos menetelt a halálba a betolakodók elleni harcban. Ezután a holland kormányzók kevéssé szóltak bele a sziget életébe, általában hagyták, hogy a vallás és kultúra dolgában a helyi ellenőrzés érvényesüljön.
Japán a második világháború alatt elfoglalta a szigetet. Ebben az időben alapította meg egy bali tiszt, Gusti Ngurah Rai a Bali „szabadságharcos” csapatot. A japánok 1945. augusztusi kapitulációját követően a hollandok azonnal visszatértek Indonéziába és így Balira is, hogy a háború előtti gyarmati közigazgatást azonnal visszaállítsák. Ezt a bali lázadók a japán fegyvereket használva próbálták megakadályozni.

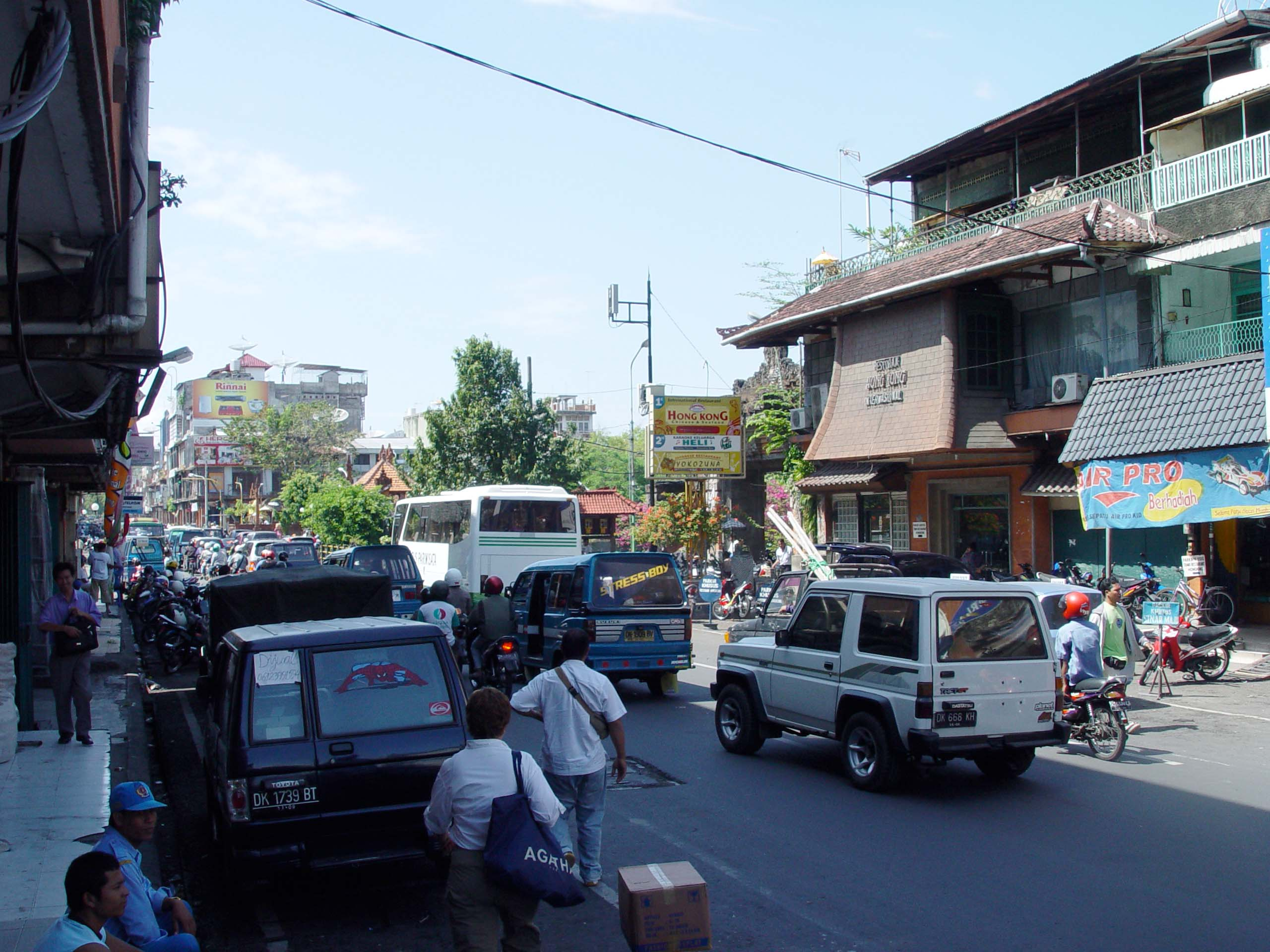
Denpasari utcakép

1946. november 20-án vívták meg a margai csatát, a sziget középső részén található Tabanan mellett. A 29 éves Gusti Ngurah Rai ezredes a csapatait Marga Ranánál vonta össze, ahol az erősen felfegyverzett holland csapatokkal szemben öngyilkos támadást indítottak. A teljes balinéz haderőt megsemmisítették, és a balinéz katonai ellenállás megtört. A bali repülőtér neve a margai csatát irányító vezető emlékére ma Ngurah Rai nevét viseli.
1946-ban a hollandok kikiáltották Kelet-indonéziai Köztársaságot, a Sukarno és Hatta által kikiáltott és vezetett Indonéz Köztársaság riválisaként. Bali ennek a Kelet-indonéziai Köztársaságnak a része lett a 13 közigazgatási terület egyikeként. Hollandia csak 1949. december 29-én ismerte el Indonézia függetlenségét, ekkor Bali az Indonéz Egyesült Államok Köztársasága nevű állam része lett. Bali 1956-ban hivatalosan is felmondta ezt a holland uniót, és jogilag is az Indonéz Köztársaság része lett.
A Gunung Agung vulkán 1963-as kitörése ezreket pusztított el gazdasági káoszt okozva. Számos földönfutóvá vált bali lakos volt kénytelen Indonézia más részére költözni.
Az 1965-ös sikertelen jakartai puccs után Balin, akárcsak Indonézia más részein a jobboldali Suharto tábornok által támogatott seregek számtalan gyilkosságot követtek el az Indonéz Kommunista Párt (PKI) valós és vélt tagjai és szimpatizánsai ellen. A pontos számok mai napig nem állnak rendelkezésre, de több mint 100 000 ember esett áldozatul ezeknek a gyilkosságoknak. Számos ismert, de jelöletlen tömegsír található a szigeten.
2002. október 12-én egy autóba rejtett pokolgép robbanása 202 embert ölt meg és további 209 embert sebesített meg a Kuta nevű népszerű üdülőhelyen. Az áldozatok nagyobb része külföldi turista volt. 3 évvel később újabb bombatámadás történt Kutában és a közeli Jimbaran-öbölben.

## Demográfia

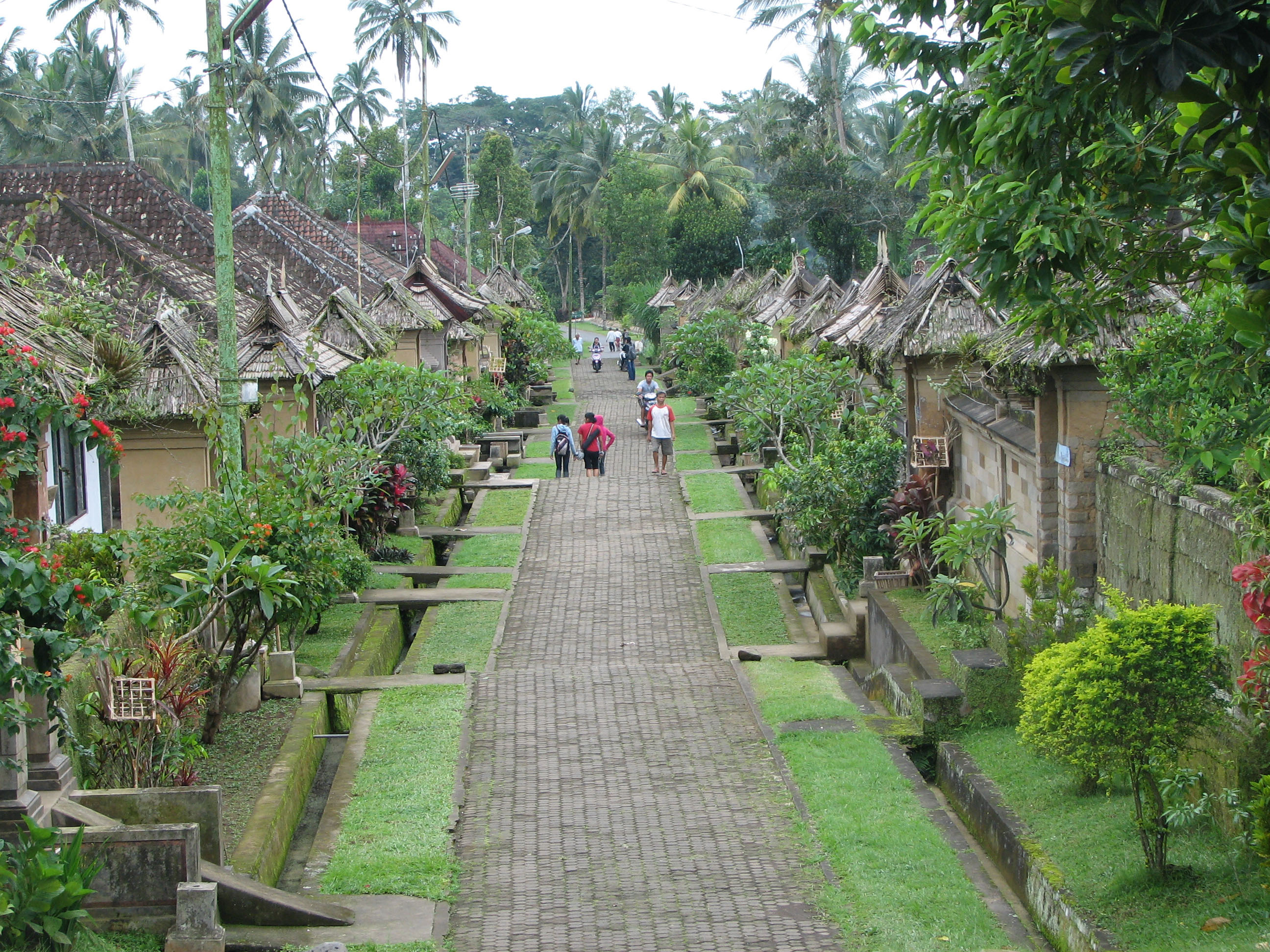
Penglipuran falu

Bali népessége 4 225 000 fő (2014), legnagyobb része balinéz.

### Főbb városok
- Denpasar
- Kuta
- Ubud

### Vallás

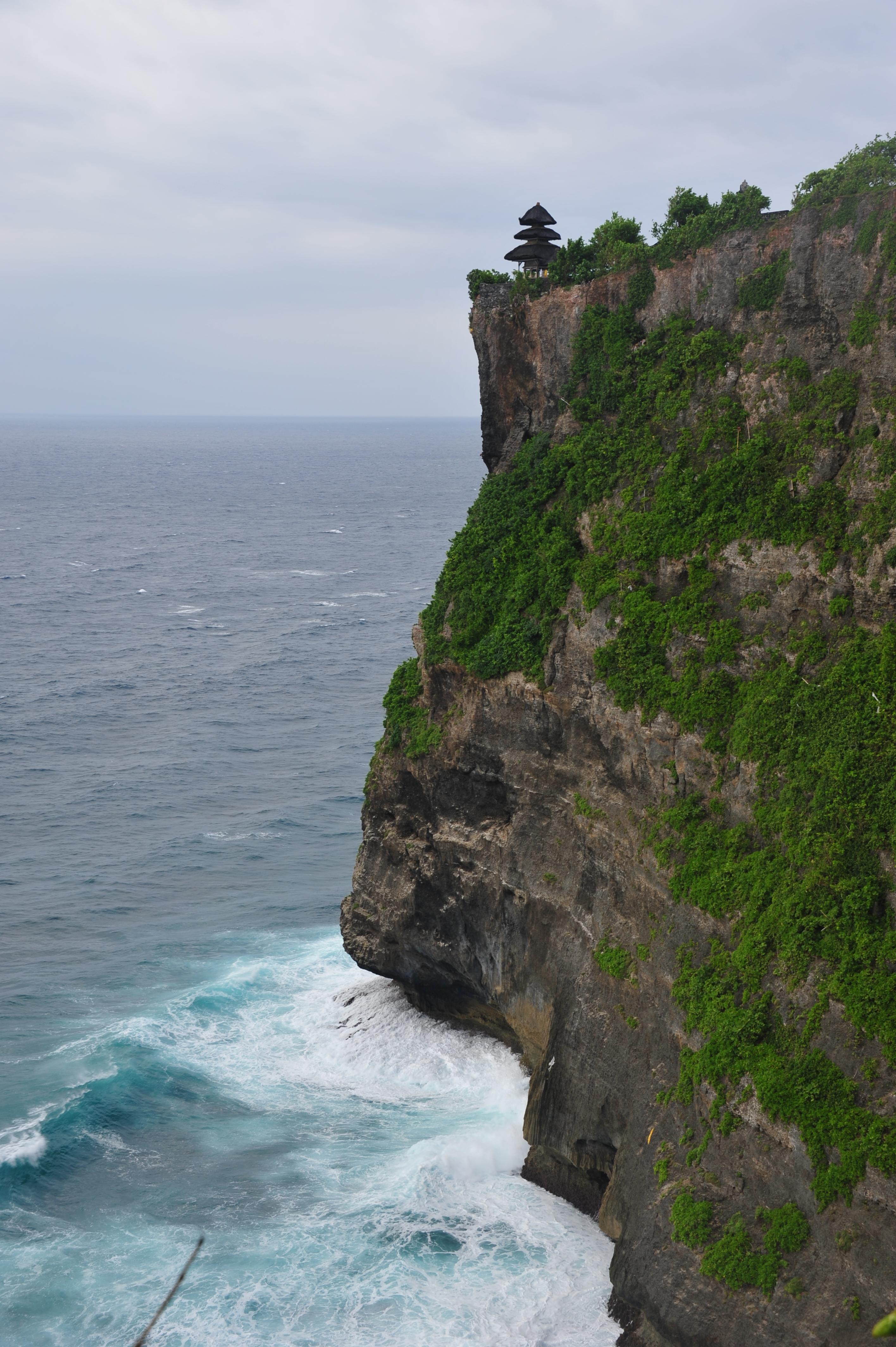
Pura Luhur Uluwatu balinéz templom

A lakosság 93%-a hindu, a legnagyobb kisebbséget pedig a muszlimok alkotják.
A muszlim többségű Indonéziával szemben Bali lakosainak 93%-a balinéz hindu vallású, mely vallás a Délkelet-Ázsiából érkező hindu hit és a helyi hiedelmek keveréke. Az iszlám (5,2%), keresztény (1,2%) és buddhista (0,6%) hitűek kisebbségben vannak. Ezek a statisztikák nem tartalmazzák az Indonézia más részéből bevándorlókat.

### Nyelv
A legelterjedtebben használt nyelv a balinéz és az indonéz, és mint a legtöbb indonéz ember, a szigetlakók nagyobb része két vagy három nyelvet is beszél. Létezik néhány helyi balinéz nyelv is, de a legtöbb helybeli a modern balinézt beszéli. Régebben a kasztrendszer és a törzsi hovatartozás határozta meg, hogy ki melyik balinéz nyelvet használta, de ez a hagyomány eltűnőben van.
A komoly idegenforgalom következtében az angol nyelv ismerete elterjedt.

## Kultúra

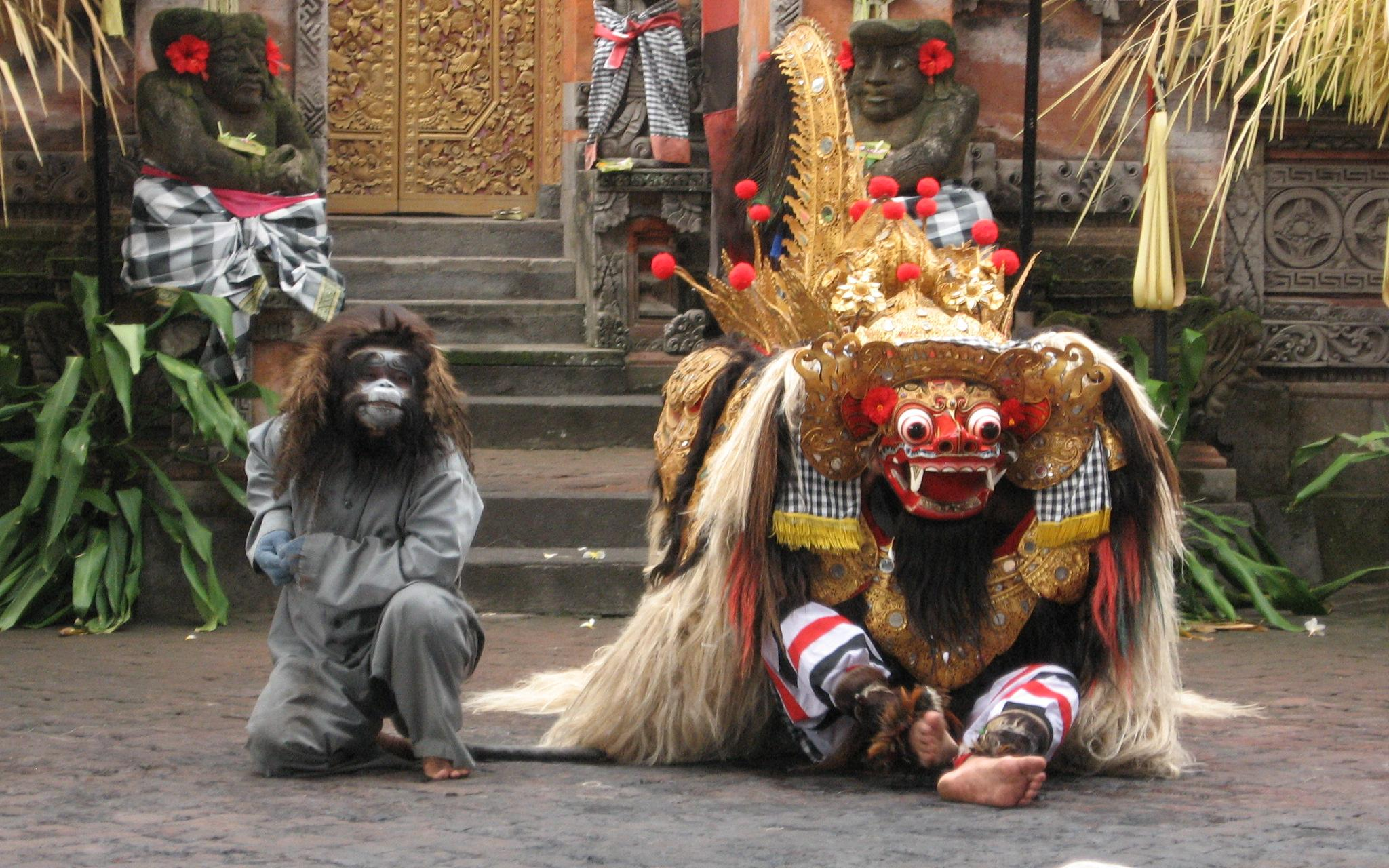
Jelenet barong tánc előadásból: a majom és barátja, a Barong, azaz a jó szellem tigris alakban

Bali híres a táncművészetéről, valamint a festészetéről, szobrászatáról és a fafaragásokról. A balinéz gamelán zene rendkívül fejlett és változatos. A táncok hindu történetekből (például a Rámájanából) mutatnak be jeleneteket. Híres balinéz táncok a pendet, legong, baris, topeng, barong és a kecak.
A nemzeti képzési programok, a tömegmédia és az idegenforgalom folyamatosan alakítják át a balinéz kultúrát. Indonézia más részéből (legfőképpen Jáváról) bevándorlók pedig megváltoztatják a sziget népességének összetételét.

## Gazdaság

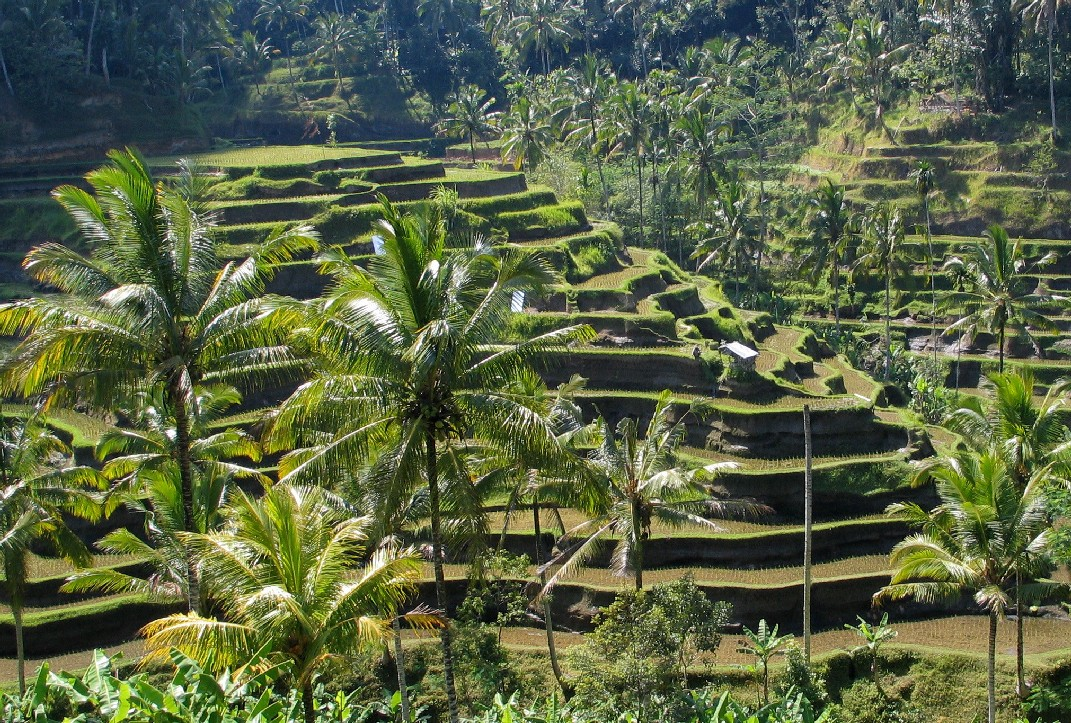
Teraszos rizsföldek

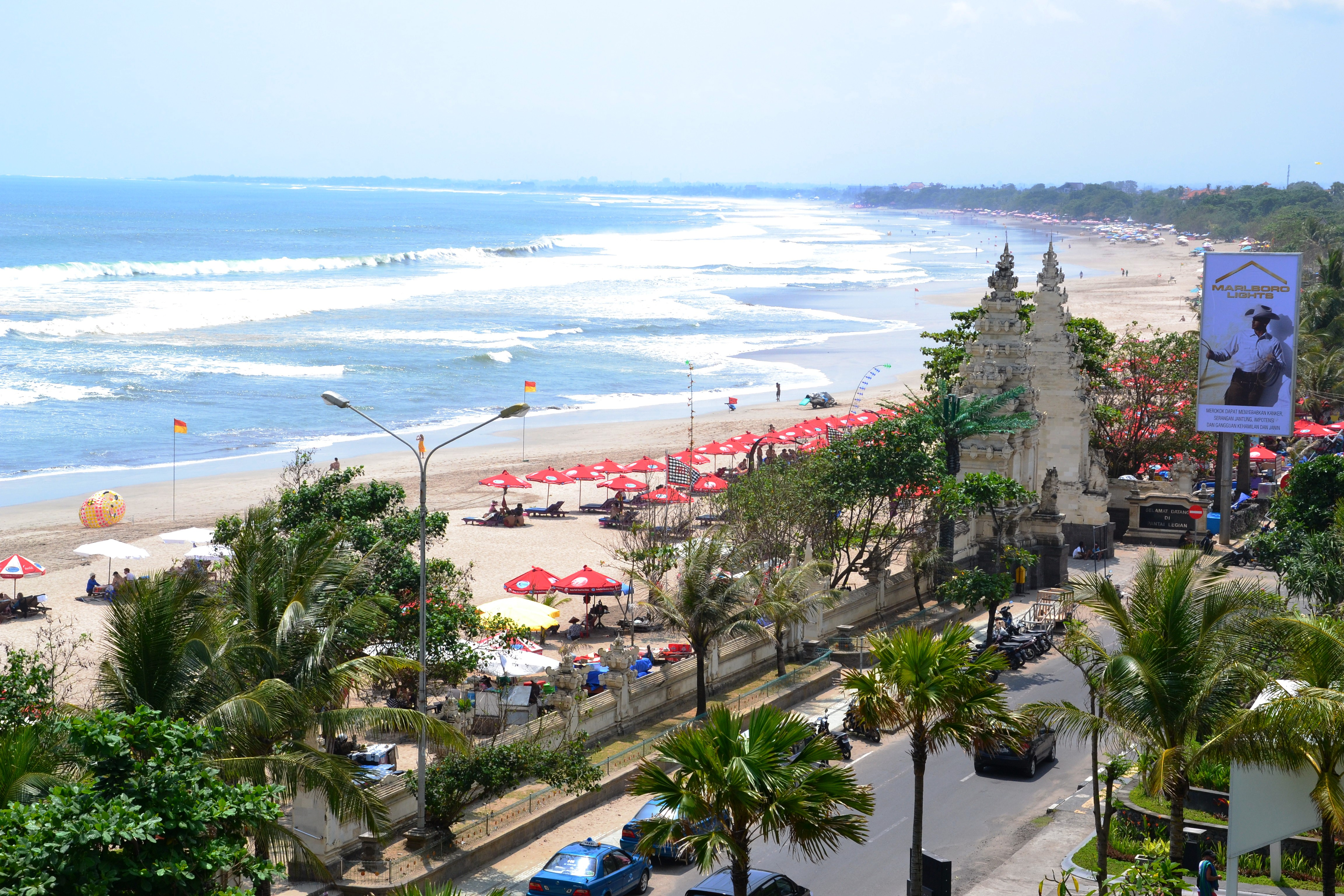
Kuta Beach

Három évtizede a bali gazdaság jórészt mezőgazdaságra alapult, az utóbbi időben azonban az idegenforgalom vált a meghatározóvá, és ennek eredményeképpen Bali ma Indonézia egyik legfejlettebb tartománya. A gazdaság azonban komoly károkat szenvedett el a 2002-es és 2005-ös terrortámadások eredményeként. 2009 első félévében mintegy 1,1 millió turista érkezett a szigetre.
Habár az eredményeket tekintve az idegenforgalom a legjelentősebb iparág, még mindig a mezőgazdaságban és ezen belül a rizstermesztésben dolgozik a legtöbb ember. Kisebb mennyiségben termelnek gyümölcsöt, zöldségeket és más haszonnövényeket. A lakosság egy része halászattal foglalkozik. Bali híres továbbá a művészeiről, akik batikot, ruhákat, fa- és kőfaragásokat, valamint ezüstékszereket készítenek.
Bár a sziget északi, középső és keleti részén is létezik turizmus, az idegenforgalom döntően a sziget déli részére összpontosul. A fő idegenforgalmi központok Kuta városa (a strandjaival), Sanur, Jimbaran, Seminyak és a most fejlődésnek indult Nusa Dua. A Ngurah Rai nemzetközi repülőtér Jimbaran közelében található, a sziget legdélebbi részét a sziget fő részével összekötő földszoroson.
Szintén növekvő fontosságú bevételi forrás a konferenciaturizmus, ami különösen a 2002-es terrorista támadások után indult fejlődésnek, nyilvánvalóan azzal a céllal, hogy Bali visszaeső idegenforgalmát és megtépázott imidzsét  helyreállítsa.